# Romain Feitler
Romain Feitler (* 15. November 1946 in Esch an der Alzette) ist ein ehemaliger luxemburgischer Autorennfahrer. 

## Karriere als Rennfahrer
Romain Feitler war in den 1970er-, 1980er- und 1990er-Jahren sowohl im Rallyesport als auch auf der Rundstrecke aktiv. Zwischen 1970 und 1991 fuhr er 16 internationale Rallyes, darunter sieben Rallye-Weltmeisterschaftsläufe. 
Auf der Rundstrecke war er nach Anfängen in der Formel Renault, in diversen Tourenwagenserien, der Deutschen Rennsport-Meisterschaft und der Sportwagen-Weltmeisterschaft engagiert. 1978 war er gemeinsam mit Gerhard Holup, Edgar Dören und Hervé Poulain auf einem von Poulain gemeldeten Porsche 934 beim 24-Stunden-Rennen von Le Mans am Start. Der Einsatz endete nach einem Getriebeschaden am Einsatzfahrzeug vorzeitig. 

## Statistik

### Le-Mans-Ergebnisse
| Jahr | Team          | Fahrzeug    | Teamkollege   | Teamkollege | Teamkollege   | Platzierung | Ausfallgrund    |
| ---- | ------------- | ----------- | ------------- | ----------- | ------------- | ----------- | --------------- |
| 1978 | Hervé Poulain | Porsche 934 | Gerhard Holup | Edgar Dören | Hervé Poulain | Ausfall     | Getriebeschaden |